# Distrito electoral local 22 de la Ciudad de México
El XXII Distrito Electoral Local de Ciudad de México es uno de los 33 distritos electorales Locales en los que se encuentra dividido el territorio de Ciudad de México. Su cabecera es la alcaldía Iztapalapa.

## Ubicación
Limita al norte con el municipio de Nezahualcóyotl en el Estado de México, al sur con el distrito XXXI, al este con el distrito XXVII y al oeste con el distrito XXI, todos ellos dentro de Iztapalapa.

## Congreso de la Ciudad de México (desde 2018)
| Diputado                   | Grupo parlamentario | Legislatura | Periodo     |
| -------------------------- | ------------------- | ----------- | ----------- |
| Esperanza Villalobos Pérez |                     | I II        | 2018 - 2024 |
| Juan Rubio Gualito         | III                 | 2024 -      |             |

## Resultados electorales

### 2021
|  | 51.9672 % |

|  | 7.7920 % |

|  | 10.9436 % |

|  | 10.3596 % |

|  | 3.1704 % |

|  | 0.9649 % |

|  | 1.5555 % |

|  | 0.7926 % |

|  | 3.9201 % |

|  | 1.2888 % |

|  | 0.0877 % |

|  | 3.6711 % |

|  | 100.00 % |